# Алтыбасарова, Токтогон
Токтогон Алтыбасарова (1924 год, Курменты, Туркестанская АССР — 11 июня 2015 года, Курменты, Иссык-Кульская область) — колхозница, принявшая на своё попечение[уточнить] в годы Великой Отечественной войны 150 эвакуированных детей из блокадного Ленинграда. Герой Труда Кыргызской Республики (2024, посмертно).

## Биография
Родилась в 1924 году в Курменты (ныне — в Тюпском районе, Иссык-Кульская область).
После войны проработала в течение 44 лет секретарём сельского совета. Воспитала восьмерых собственных детей. Проживала всю свою жизнь в родном селе Курменты. Скончалась 11 июня 2015 года в родном селе.
Стала прообразом памятника блокадникам Ленинграда, который установлен в парке Победы имени Даира Асанова в Бишкеке.

### Награды
- Герой Труда («Эмгек Баатыры») Кыргызской Республики (20 февраля 2024, посмертно) — в честь 80-летия со дня полного освобождения Ленинграда от фашистской блокады, за значительный вклад в воспитание детей, эвакуированных из блокадного города в Кыргызстан[4];
- Орден Материнская слава 2 степени;
- Орден Материнская слава 3 степени;
- Медаль Материнства I степени;
- Медаль Материнства II степени;
- Юбилейные медали СССР и России, приуроченные к юбилейным датам Победы в Великой Отечественной войне